# Klaas Lammerts Tiktak
Klaas Lammerts Tiktak (Nieuwe Pekela, 9 september 1765 - aldaar, 4 november 1844), was een rentenier en schout van Nieuwe Pekela.

## Biografie
Tiktak was een zoon van Lammert Claassens Tiktak en Claassijn Claassens. Hij was gehuwd met Grietje Hindriks de Boer, dochter van Hindrik Derks [Kappen] en Aaltje Jans.
Tiktak was schout van Nieuwe Pekela van 1814-1823.